# Линон

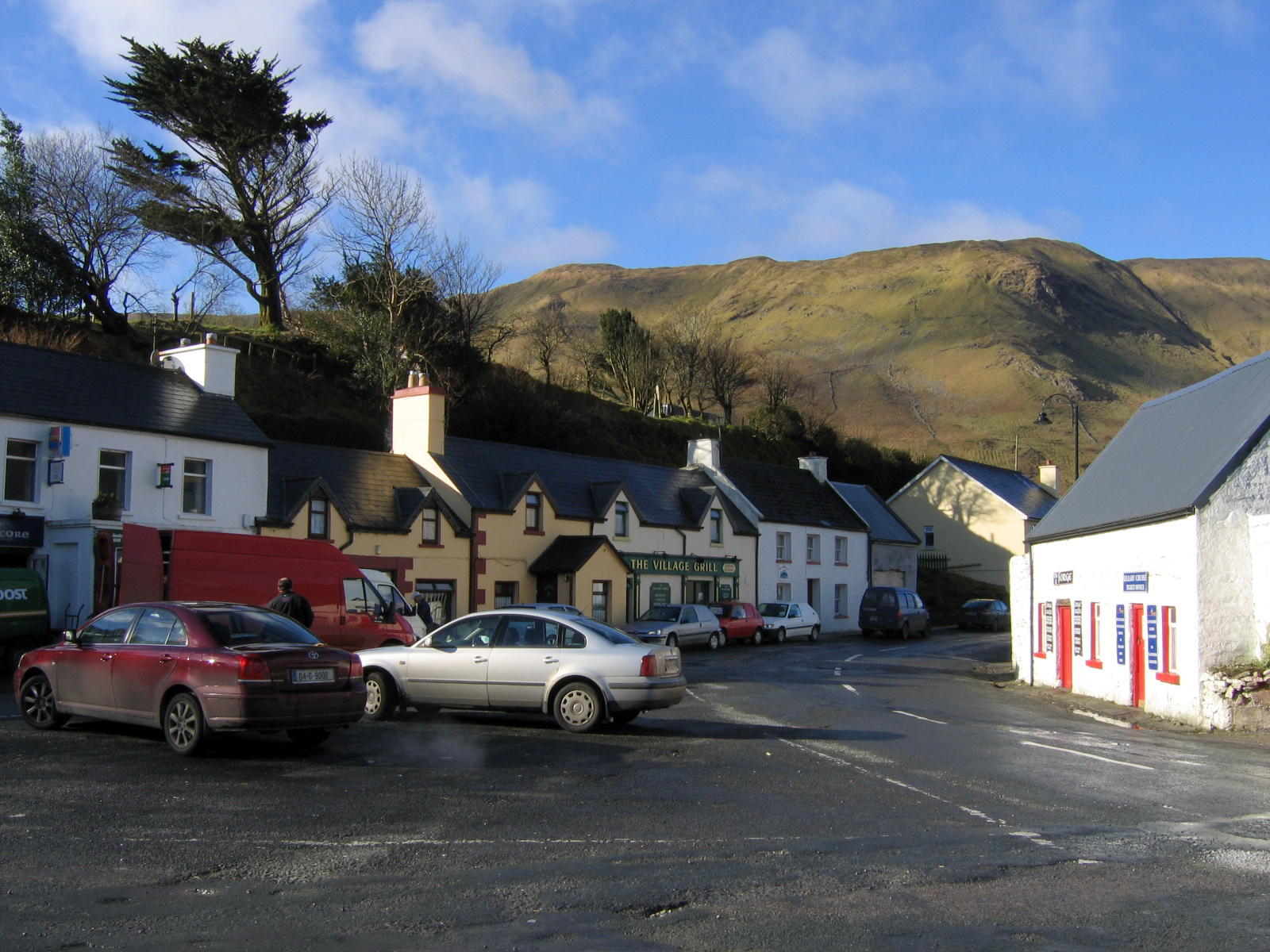

Линон (англ. Leenaun; ирл. An Líonán) — деревня в Ирландии, находится в графстве Голуэй (провинция Коннахт).
В Линоне поселил персонажей в нескольких своих пьесах Мартин МакДонах («Королева красоты», «Череп из Коннемара», «Сиротливый запад»).
18 июля 2007 года проливным дождём смыло мост, бывший частью трассы N59 и стоявший ранее в деревне уже 182 года.